# チャドの歴史
チャドの歴史（チャドのれきし）では、チャドの歴史について解説する。
チャドの歴史を特徴付けるのは、約1000年間栄えたカネム・ボルヌ帝国である。アフリカ分割以降はフランス植民地帝国を構成するフランス領西アフリカとして、他の西アフリカ地域の大部分と併せて組み込まれた。1960年の独立後はサハラ砂漠の南に位置する諸国の例に漏れず、北部のイスラム教徒と南部のキリスト教徒の争いが絶えなかった。さらに、北に接するリビアの侵略を受けた上に、東に接するスーダンで発生したダルフール紛争の影響も受けた。

## 先史時代
300万年前のものと思われるアウストラロピテクスの下顎骨の一部がエミクーシ山脈の南、多数のワジが交差するボルコウで発見されている。これはアフリカ大地溝帯と並び、アフリカで発見された人類の化石の中でも、特に古い時代の化石である。アフリカの人間集団は大きく5種類に分けられると考えられている。4万年前から1万年前まではチャド付近が黒人とピグミーの生活圏の境界になっていた。
紀元前5000年から紀元前2000年にかけて定住していた民族の遺構が残っている。彩色された壁画が多数残っているため、当時生息していたサハラの動物に関する記録としても役立つものである。紀元前2000年頃、現在のエチオピア周辺に定住していたクシュ王国が西に大きく勢力を拡大し、チャド周辺はクシュの勢力圏となった。
紀元前2000年から紀元前500年頃、チャド周辺に現在のチュニジア方面からサハラを経由して、動物の家畜化技術が伝わった。ウシとヒツジ、ヤギを家畜化した記録が残っている。ほぼ同時期にアフリカでは、コメ、モロコシ、シコクビエの栽培が始まった。
紀元前600年から紀元前500年頃には現在のリビア方面からサハラを経由して鉄器が伝わった。経路となったサハラの交易路には当時の戦車の彫刻も残っている。当時は、現代ほどには乾燥化が進んでおらず、チャド湖には北部のエミクーシ山脈、東部のスーダンとの境、西南部のアダマワ高地、南部のコンゴ盆地の手前から、広く水が集まってきていた。
8世紀にはアラブ人が訪れた記録が残っている。9世紀頃、チャド湖沿岸にサオ族と呼ばれる民族が定住し始めた。サオ族は、鉄器、陶芸に優れた作品を残している。（en:Sao civilisation）

## カネム・ボルヌ帝国
9世紀前半、チャド湖の近くにカネム王国が興った。カネム王国は、12世紀から13世紀にはイスラム教に改宗した。まず、13世紀前半に王位にあったマイ・ドゥナマ・ディバレミの治世下で版図が最大になった。帝国の基盤は交易にあった。交易路は文字通り東西南北に延び、サハラ交易路を押さえ、トリポリ、エジプトにまで達した。13世紀にはカネムのいわば「朝貢国」だったボルヌ王国が勢力を伸ばし、カネム王国は衰退した。16世紀にはボルヌ帝国のスルタン、イドリス・アローマがカネムを占領、支配下に置いた。帝国自体はそのまま継続し、西隣のソンガイ帝国の朝貢国となった。アローマは版図を大きく地中海近くまで北に広げた。オスマン帝国との関係を重視し、馬、金属、塩、銅を受け取り、コーラや黄金、象牙と交換した。ダルフール地方を経由して奴隷も輸出していた。この頃にサハラの交易は最も盛んになり、各オアシスを結ぶ網の目のような交易路が発達した。チャド湖西岸のヌガザルガムにはイスラム学の学校も設立され、名実ともに中央スーダンの盟主となった。

## バギルミ王国・ワダイ王国
同時期に、南東にはイスラム教のバギルミ王国、東にはワダイ王国が登場した。3つの国は、北部のオスマン領への奴隷貿易で富を築いたものの、互いの勢力争いにより衰退していった。
この頃から、1880年代に始まるヨーロッパ列強によるアフリカ分割を控えて、ヨーロッパ人によるアフリカ大陸内陸部の探検が始まった。まずイギリス人のディクスン・デンハムとヒュー・クラッパートンが1822年にチャドに到達した。次いで、トリポリから南下したドイツ人のハインリッヒ・バルトが1853年に周囲を含めて探査し、1870年と1871年にはやはりトリポリからドイツ人のギュスタフ・ナハティガルがチャドを調べた。チャド探検の拠点はチャド湖南西部のクカワである。1884年から1885年にかけてベルリン会議では、フランスがリビアより西のアフリカの大半を獲得したが、ドイツもチャド湖南岸からカメルーンという形で現在のチャドの一部を植民地とした。
そして、カネム・ボルヌ帝国など3カ国は1883年から1890年にかけてスーダンから侵入したラビーフ・アッ＝ズバイルによって滅亡に追いやられた。1890年代にはフランスが、チャド湖のカメルーンよりの領域の諸部族と交渉を行った。1891年にフランスは、カネム・ボルヌ王国の保護を口実にチャドへの侵入を開始した。1894年にはウバンギ・シャリ（1894年 - 1910年、現中央アフリカ共和国）をフランス領とした。

## 植民地時代と独立
1900年4月22日にラビーフ・アッ＝ズバイルとフランスとの間で戦闘が起きた（クッスリの戦い）。ズバイルはこの戦闘で死亡し、フランス側の勝利で終わった（フランス領チャドが成立）。その後も、諸民族との武力闘争は続いていたものの（ワダイ戦争 - Wadai War, 1909年 - 1912年）、1910年にフランスはチャドの併合を断行し、フランス領赤道アフリカ（1910年 - 1958年）と改称した。1913年頃までにはチャド全域の支配を確立し、1920年には正式にフランス領赤道アフリカへ編入された。チャド領の支配は、現在のコンゴ共和国の首都ブラザヴィルに置かれた総督が行った。
フランスのチャド経営は、南部への綿花農場投資を重点的に行われた。北部でのフランスへの不満は蓄積された。南部でも徴税を巡り徐々に反フランスの雰囲気が広まっていった。
第二次世界大戦ではシャルル・ド・ゴールの呼びかけに応じ、自由フランス政府を支持した。
1957年に自治が認められ、チャド進歩党の党首、ガブリエル・リセットが最初の政府を組織した。1958年には、フランス共同体に属する自治共和国成立が宣言された。

### トンバルバイ政権
1960年8月11日、チャドは完全独立を果たした。初代大統領にはチャド進歩党のフランソワ・トンバルバイが就任した。トンバルバイ大統領は、野党の結成禁止と反対派の粛清を行い、独裁体制を取った。トンバルバイ政権は、フランス統治時代と同様に南部への優遇を続け、フランス依存の国家経営を続けた。

## チャド内戦 (1965年–1979年)
1965年11月にゲラ州で反乱（tax revolt）が勃発し、500人の死者を出した。
1969年には北部イスラム勢力がチャド民族解放戦線（FROLINAT）を結成し、反政府ゲリラ活動を展開し始めた（チャド内戦 (1965年–1979年)）。これに対してトンバルバイは、フランスに対して援助を要請した。ところが1971年には、リビアが、FRONLINATに援軍を送り内戦に干渉を始め、1973年にはリビアがウラン鉱脈のある北部のアオゾウ地帯を占拠した。リビアのカダフィーは、その返還要求をチャドが撤回して政治犯を釈放することを要求し、要求が満たされればリビア軍の撤退をすると表明した。トンバルバイはこれを受け入れた。にも関わらずトンバルバイの独裁政治はエスカレートし、軍人や官僚に対してブードゥー教への改宗を迫り、反発者は容赦なく処刑した。

### マルーム政権
1975年4月13日に軍事クーデターが起き、トンバルバイ大統領が暗殺されるとフェリックス・マルーム将軍を議長とする最高軍事評議会が政権を掌握した。マルーム政権は、FROLINATとの交渉を始めたものの、FROLINAT内部はグクーニ・ウェディ派とイッセン・ハブレ派に分裂しており、交渉は進展しなかった。

## チャド・リビア紛争
1978年1月にハブレ派はリビア軍の援軍を受けて、戦闘を激化させてチャド北部を制圧した（チャド・リビア紛争）。1978年8月、マルーム将軍は、ハブレを首相として政権内に取り込んだ。しかし、翌1979年は首都でマルーム派とハブレ派の衝突が起きた。ナイジェリアなどの周辺諸国の調停により、マルームは辞任した。

### グクーニ政権
1979年8月にロル・モハメド・シャワを大統領とする紛争当事者全員が参加した暫定連合政府の樹立が同意された。これによって、事実上、旧FRONLINATを母体とする北部派の政権が生まれた。1979年9月、グクーニが大統領に就任し、ハブレは陸軍相として政権に加わった。当初から政権内部ではグクーニ派とハブレ派との間に対立が生じていたが、1980年に入ると、ハブレ派とグクーニ派で戦闘が始まった。ハブレは南部民族と和解し、リビアのカダフィとの距離を置くようになった。

### ハブレ政権
1981年11月にリビア軍がチャドから撤退し、カダフィのライバルでハブレを擁護するモブツ・セセ・セコのザイールのパラシュート部隊を先陣とするインター・アフリカ軍がアフリカ統一機構（OAU）の平和維持軍としてチャドに派遣された。1982年6月、ハブレが大統領に就任した。
ハブレ大統領は、反対派を残忍なやり方で粛清した。グクーニはOAUはハブレに加担してると批判し、リビアの後ろ盾を得て、ハブレ派と度々衝突した。1983年、リビア軍が侵入するとフランスとザイールが政府軍を支援して、リビア軍を押し戻した。1984年9月にフランスとリビアの間で休戦と互いの撤退の合意がなされた。フランスとザイールは1984年末までに撤退を終えたのに対して、リビアはチャド北部の占領を続けた。しかし1987年のトヨタ戦争（英語: Toyota War）によって、チャドはリビア勢力の排除に成功した。アフリカ統一機構の調停で、リビアとの休戦協定が成立した。そして1988年にはリビアとの間で、国交が回復した。なお、問題となっていたアオゾウ地帯は、外交による解決を図ることになり、1994年の国際司法裁判所の決定で、チャドに帰属権が認められた。

## デビ政権
1989年4月、ハブレ大統領の軍事顧問をしていたイドリス・デビの一派はスーダンに亡命した。そこで党派愛国救済運動（MPS）を結成し、ハブレ派の攻撃を始めた。1990年12月に、デビらの軍隊はチャドの首都ンジャメナに侵攻し、ハブレ大統領を国外追放した。そして1991年2月28日、デビは大統領に就任した。
1992年から1993年にかけて、少なくとも2回のクーデターが計画されたと言われている。デビ大統領は、チャド湖周囲の南部の反政府勢力を弾圧する一方で、民主化に向けて野党や軍部、労働者の代表との対話集会を開いた。野党との対話は不成功に終わったものの、1996年にデビ大統領は選挙の実施を約束した。同年に実施された大統領選挙は、2回の投票を経て、デビ大統領が当選を果たした。翌1997年には議会選挙も実施された。与党のMPSは125議席中63議席を獲得し、単独過半数を得た。しかし、国際選挙監視団から、多数の不正を指摘された。さらに、2001年5月に行われた大統領選挙で、デビ大統領は再選を果たしたものの、やはりこの時も、選挙監視団からデビ大統領の不正が多数報告された。
1990年代半ばから、デビ大統領は世界銀行とIMFの融資を受け入れ、経済の再生と政府機能の回復を目指した。2000年に世界銀行から融資を受けて、ドバ油田の原油を輸出するためのパイプラインの建設を開始した。2003年10月に、南部のドバ（ドバ油田）からカメルーンのクリビ港まで、全長1070 kmのパイプラインが完成し、日量10万バーレルの石油生産が始まった。

## ダルフール紛争
2003年から2004年にかけて隣国スーダンのダルフール紛争が激化し、20万人とも推定される難民と追撃する民兵組織がチャド国内に侵入し、政情を不安定なものにさせた。チャドとスーダンは互いに反政府勢力へ荷担していると非難したが解決策は見い出せず、チャド国内側の治安は、さらに悪化した。

## チャド内戦 (2005年–2010年)
チャド国内の反政府勢力のen:United Front for Democratic Change（FUC）は混乱に乗じて、2006年4月13日に首都ンジャメナを攻撃したものの（en:Battle of N'Djamena (2006)）、政府側に撃退された。2006年5月には野党がボイコットする中で総選挙を実施し、イドリス・デビ大統領が3選を決めたものの、相変わらず選挙の不正行為が横行していた。国際監視団ばかりか、国内の諸勢力の非難をも受けてデビの求心力は低下し、国内各地での反政府勢力が伸長する下地を造った。
2007年10月にはリビアの斡旋により、チャド政府と反政府勢力4派間で和平合意が結ばれたものの、間をおかずに決裂した。2008年1月までに複数の都市が反政府勢力の支配下に入り、2月2日に再びFUCを含む反政府勢力en:Union of Forces for Democracy and Development（UFDD）は首都ンジャメナを攻撃した（en:Battle of N'Djamena (2008)）。